# Estação Bloor-Yonge

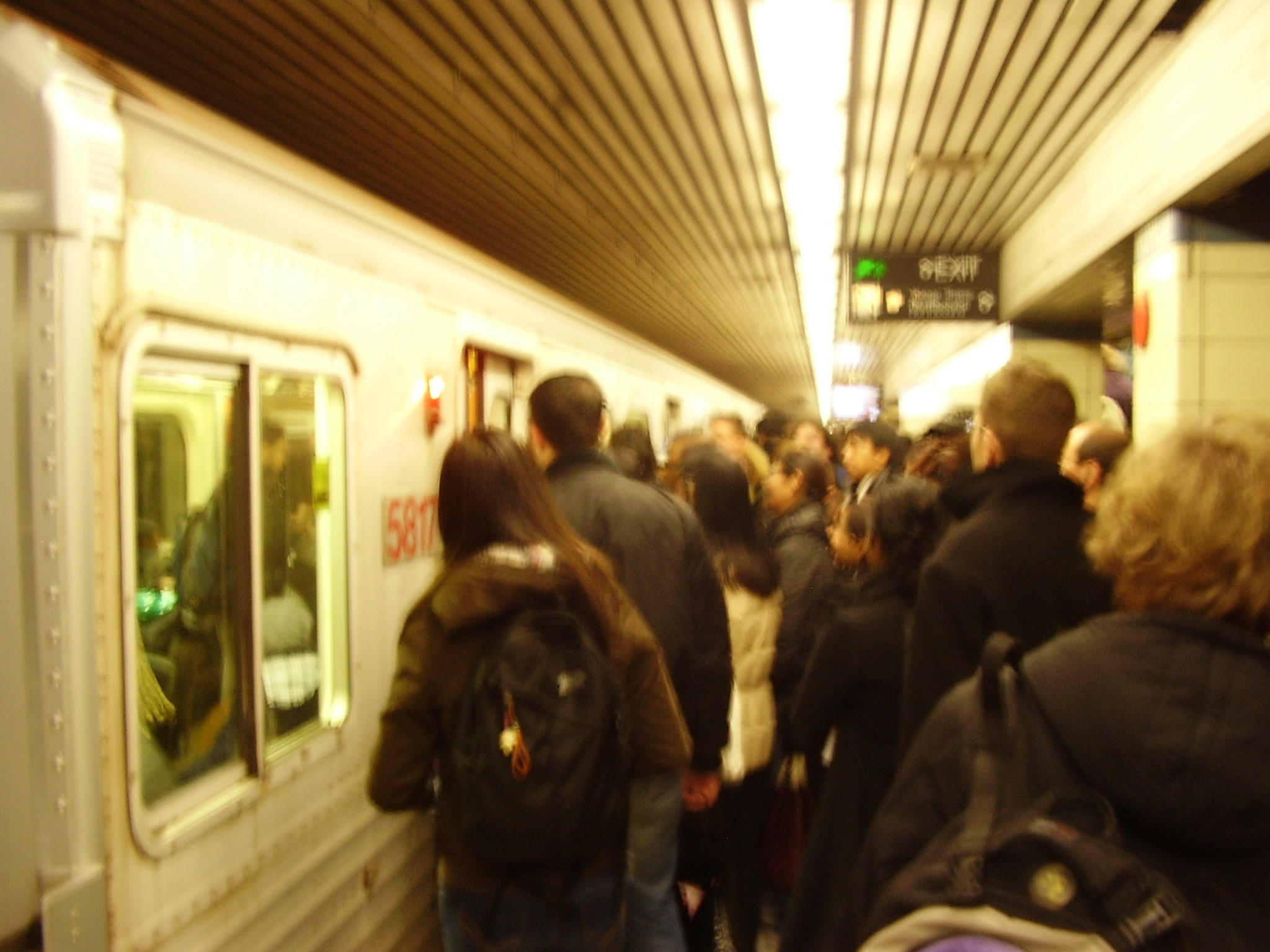
Estação Yonge na hora do rush.

A Bloor-Yonge é um complexo metroviário composto por duas estações distintas do metrô de Toronto, a estação Bloor, localizada nas linhas Yonge-University-Spadina, e a estação Yonge, na linha Bloor-Danforth, e servindo como ponto de conexão entre as linhas. A Bloor-Yonge é a estação de metrô mais movimentada do sistema de metrô de Toronto, movimentando aproximadamente 150 mil passageiros por dia, a maioria dos quais utilizando a estação como ponto de conexão. Localiza-se no cruzamento da Bloor Street com a Yonge Street.
O nome da estação provém das duas ruas arteriais sob a qual a estação serve: a Yonge Street e a Bloor Street. Quando a estação foi criada em 1954, como parte integrante da linha original de metrô de Toronto, a Yonge, o nome da estação era simplesmente Bloor, cujas plataformas de espera são laterais. Nove anos depois, com a inauguração da linha Bloor-Danforth, foi adicionada um novo nível subterrâneo à estação, abaixo da linha Yonge, servindo a linha Bloor, com plataforma de espera central. Este nível recebeu o nome de Yonge. É a única estação de transferência do metrô de Toronto cujas estações possuem nomes individuais, sendo referidos como Bloor-Yonge apenas em mapas oficiais.